# Walentina Spierantowa
Walentina Aleksandrowna Spierantowa (ros. Валенти́на Алекса́ндровна Спера́нтова; ur. 11 stycznia?/24 stycznia 1904 w Zarajsku, zm. 6 stycznia 1978 w Moskwie) – radziecka aktorka teatralna, filmowa i głosowa. Ludowy Artysta ZSRR (1970). Jest najbardziej znana z podkładania głosu postaciom animowanym m.in. roli Iwana w filmie Konik Garbusek z 1947 roku, a także chłopca w Złotej Antylopie i  Nilsa w Cudownej podróży. Pochowana na Cmentarzu Nowodziewiczym w Moskwie.

## Wybrana filmografia

### Role filmowe
- 1953: Mały przewodnik[2] jako babcia Sima
- 1965: Ostatni miesiąc jesieni[3]

### Role głosowe
- 1947: Konik Garbusek jako Iwan (Wania)
- 1953: Bracia Lu
- 1954: Złota antylopa jako chłopiec
- 1955: Cudowna podróż jako Nils
- 1958: Piotruś i Czerwony Kapturek jako Piotruś
- 1960: To ja narysowałem ludzika jako Fiedia Zajcew
- 1966: Samyj, samyj, samyj, samyj jako Młody lew

## Nagrody i odznaczenia
- 1946: Zasłużony Artysta RFSRR
- 1950: Ludowy Artysta RFSRR
- 1970: Ludowy Artysta ZSRR[4]
- Order Czerwonego Sztandaru Pracy
- medale[1]